# Rokia Traoré
Rokia Traoré (* 24. Januar 1974 in Kolokani, Mali) ist eine Sängerin aus Mali.

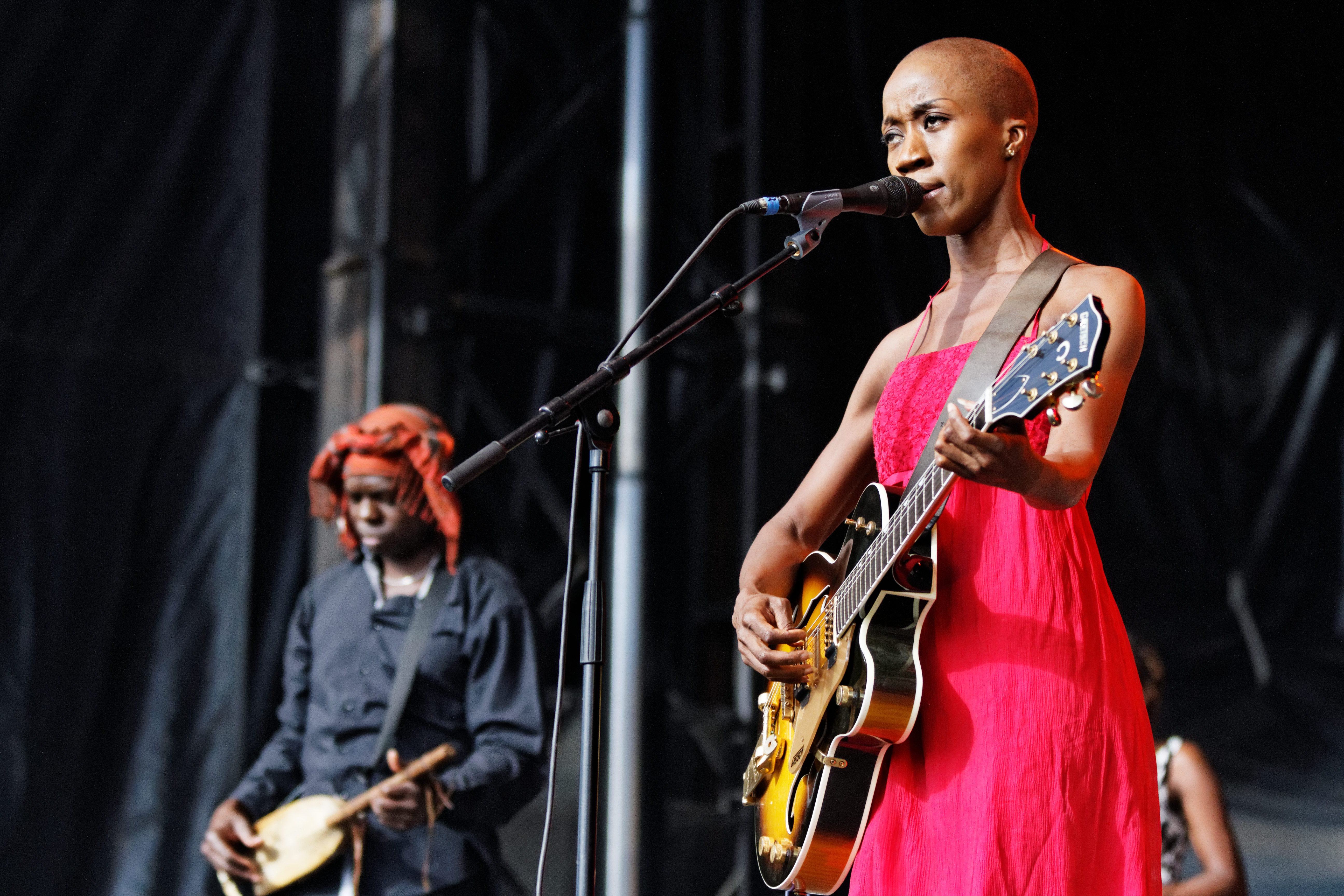
Rokia Traoré beim Festival du Bout du Monde 2013

## Leben
Rokia Traoré gehört zur Ethnie der Bambara, stammt aber nicht aus der endogamen, traditionellen Musikerkaste (jeli). Da ihr Vater im diplomatischen Dienst war, reiste sie in ihrer Jugend nach Algerien, Saudi-Arabien, Frankreich und Belgien und wurde so von vielfältigen musikalischen Eindrücken geprägt. Obwohl ihre Eltern nicht wollten, dass sie Musikerin wird, bildete sie in ihrer Gymnasialzeit in Bamako ihre Stimme aus und hatte erste öffentliche Auftritte. 1997 traf Traoré den Musiker Ali Farka Touré, der ihr ein wichtiger Wegbereiter wurde. 1998 nahm sie ihr erstes Album auf.
Am 3. März 2020 wurde Traoré auf einem Pariser Flughafen aufgrund eines Europäischen Haftbefehls verhaftet und in ein Gefängnis bei Paris gebracht, obwohl sie mit einem Diplomatenpass reiste. Sie war auf dem Weg zu einem Gerichtstermin in Belgien, wo ihr vorgeworfen wird, das Sorgerecht ihres belgischen Ex-Mannes für die gemeinsame Tochter missachtet zu haben, was als Kindesentführung gewertet wird. Sie trat nach ihrer Verhaftung in einen Hungerstreik. Zahlreiche Persönlichkeiten aus dem Kulturbetrieb setzen sich für sie ein. Ende März 2020 wurde sie freigelassen, sie steht aber unter behördlicher Aufsicht, bis sie nach Belgien ausreist. Zuvor hatten malische Behörden ihr das Sorgerecht zugesprochen.

## Werke
Rokia Traoré singt meist in ihrer Muttersprache Bambara. Ihre Musik bezeichnet sie selbst als zeitgenössische Musik aus Mali. 1997 wurde sie mit dem RFI-Preis des Radio France Internationale ausgezeichnet und als „Afrikanische Entdeckung des Jahres“ gefeiert. Soziale Themen stehen im Mittelpunkt ihrer Texte. Sie singt von Beziehungen und Liebe, aber auch von der Stellung der Frau in der modernen Gesellschaft Afrikas und vom Elend notleidender Kinder. 1998 erschien ihr erstes Album, Mouneïssa. Es wurde für seine Kombination unterschiedlicher Traditionen ihrer Heimat gelobt. In Europa wurde es mehr als 40.000 Mal verkauft. Zwei Jahre später erschien das Album Wanita, das von den New York Times zu einem der „Alben des Jahres“ erklärt wurde. 2003 erschien Bowmboï. Es wurde mit dem renommierten World Music Award der BBC ausgezeichnet. 2008 veröffentlichte Traoré das Album Tchamantché. An ihrem Album Né So aus dem Jahr 2016 wirkten als Gäste John Paul Jones und Devendra Banhart mit.

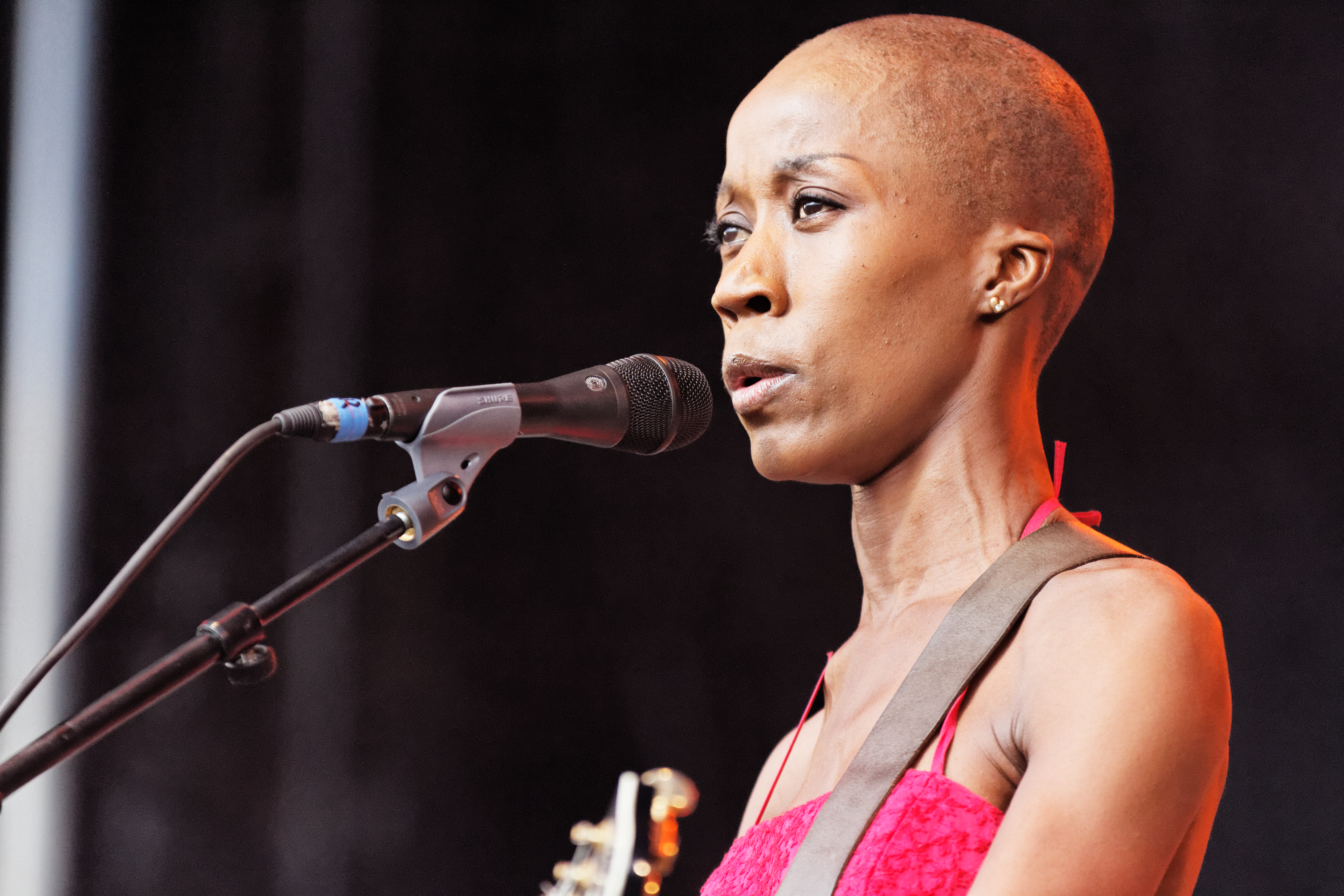
Rokia Traoré beim Festival du Bout du Monde 2013

### Diskographie
- 1998: Mouneïssa
- 2000: Wanita
- 2003: Bowmboï
- 2008: Tchamantché
- 2013: Beautiful Africa
- 2016: Né So